# Bloye
Bloye é uma comuna francesa na região administrativa de Auvérnia-Ródano-Alpes, no departamento da Alta Saboia. Estende-se por uma área de 4.4 km². Em 2010 a comuna tinha 625 habitantes (densidade: 142 hab./km²).